# Ernst-Lehner-Stadion
Das Ernst-Lehner-Stadion ist ein Fußballstadion mit Leichtathletikanlage im Stadtteil Hochfeld der kreisfreien Großstadt Augsburg. Es ist Bestandteil der Bezirkssportanlage Süd im Südwesten des Bundeslandes Bayern. 

## Geschichte
Das -Stadion wurde am 2. März 1996 von der Stadt Augsburg eingeweiht und ist nach der WWK-Arena und dem Rosenaustadion das drittgrößte Stadion im Stadtgebiet. Es ist die Heimspielstätte des Fußballvereins TSV Schwaben Augsburg. Die Anlage ist nach dem früheren Fußballnationalspieler Ernst Lehner (1912–1986) benannt, der lange Zeit für den TSV Schwaben Augsburg spielte.
Für den Neubau des Stadions (Bausumme rund. 4,5 Mio. DM) musste im Vorfeld das alte Stadion, welches sich an der gleichen Stelle befand, abgetragen werden. Es wurde mit der Inbetriebnahme der Sportanlage Süd im Jahre 1965 eröffnet und besaß keine Tribüne, sondern war vollständig von einem fünfstufigen Stehwall umgeben.

## Ausstattung
Das Stadion besitzt eine sechsspurige Kunststoffbahn (Typ B) und eine überdachte Tribüne für 616 Zuschauer. Unterhalb der Tribüne finden die Umkleideräume sowie die Duschen und Toiletten Platz. Gegenüber der Tribüne befindet sich ein kleiner Wall für die Stehplätze. Die Gesamtkapazität des Stadions beträgt rund 5000 Plätze. Insgesamt betrachtet ist die Ausstattung auf das Notwendigste beschränkt, eine Flutlichtanlage oder eine Anzeigetafel sind nicht vorhanden.

## Zuschauerrekord
Am 1. Mai 2007 fand im Ernst-Lehner-Stadion das Spiel des FC Bayern München gegen den 1. FFC Frankfurt in der Fußball-Bundesliga der Frauen (2:5) vor 4256 Zuschauern statt. Das war die vierthöchste Zuschauerzahl in der Frauen-Bundesliga seit ihrem Bestehen.